# Ad gentes Divinitus
Ad Gentes Divinitus (dobesedno slovensko Božjim narodom) je dokument Rimskokatoliške Cerkve, ki je nastal med drugim vatikanskim koncilom; objavil ga je papež Pavel VI. 18. novembra 1965. Za dokument je glasovalo 2.394 škofov, proti pa 5.
Dokument govori o dejavnikih misijonarskega dela in o prihodnosti le-tega.